# Ray Pointer
Raymond "Ray" Pointer (født 10. oktober 1936, død 26. januar 2016) var en engelsk fodboldspiller (angriber).
På klubplan spillede Pointer de første syv år af sin karriere hos Burnley. Han spillede mere end 200 ligakampe for klubben, hvori han scorede over 100 mål, og var med til at sikre det engelske mesterskab i 1960. Senere spillede han også for Bury, Coventry City, Portsmouth og Waterlooville.
Pointer spillede også tre kampe for Englands landshold, hvori han scorede to mål. Hans første landskamp var en VM-kvalifikationskamp på hjemmebane mod Luxembourg 28. september 1961. Her scorede han det ene mål i den engelske sejr på 4-1.

## Titler
Engelsk mesterskab
- 1960 med Burnley